# The 5,000 Fingers of Dr. T.
The 5,000 Fingers of Dr. T. is een Amerikaanse musical/fantasyfilm uit 1953, geregisseerd door Roy Rowland. Het is de enige speelfilm geschreven door Theodor Seuss Geisel (Dr. Seuss), die zowel het scenario als de liedteksten voor zijn rekening nam. De hoofdrollen worden vertolkt door Tommy Rettig, Mary Healy, en Hans Conried.
De film was een van de laatste films uitgebracht in 1.37:1 aspect ratio, die rond 1953 werd vervangen door het 1.66:1/1.85:1 "flat wide screen" formaat. De film werd in 1958 heruitgebracht onder de titel Crazy Music.

## Verhaal
De jonge Bart Collins woont bij zijn moeder Heloise, die weduwe is. Hij wordt door zijn moeder verplicht om pianolessen te volgen onder de autocratische Dr. Terwilliker. Bart is ervan overtuigd dat Terwilliker zijn moeder in zijn macht heeft. Tijdens een van zijn lessen valt hij in slaap en belandt in een droomwereld op een manier vergelijkbaar met Judy Garland in The Wizard of Oz.
In de droom zit Bart gevangen in het surrealistische Terwillikerinstituut, waar zijn pianoleraar een gestoorde dictator is. Hij heeft een piano gemaakt die zo groot is, dat er 500 mensen (5000 vingers) voor nodig zijn om hem te kunnen bespelen. Barts moeder is in de droomwereld Terwillikers gehypnotiseerde assistente en verloofde. Bart probeert zowel zichzelf als zijn moeder te redden, en haalt de loodgieter Mr. Zabladowski over hem te helpen. De twee verstoren het openingsconcert van de piano en bevrijden alle gevangenen, waarna Bart uit zijn droom ontwaakt.

## Rolverdeling
| Acteur           | Personage          |
| ---------------- | ------------------ |
| Tommy Rettig     | Bart Collins       |
| Mary Healy       | Heloise Collins    |
| Hans Conried     | Dr. Terwilliker    |
| Peter Lind Hayes | August Zabladowski |

Healy en Hayes waren ten tijde van de opnames getrouwd.

## Achtergrond

### Muziek
De film is vrijwel geheel muzikaal, daar elke scène achtergrondmuziek of een gezongen nummer bevat.
De muziek is gecomponeerd door Frederick Hollander. De liedteksten zijn geschreven door Dr. Seuss. Behalve de instrumenten van een standaard orkest bevat de muziek ook een theremin. De muziek werd door El in samenwerking met Cherry Red Records Ltd uitgebracht op cd. De cd-versie bevat 9 extra nummers die niet in de film zijn verwerkt:
- My Favorite Note (Hans Conried)
- Oh! We Are the Guards (The rollerskating Siamese Twins)
- I Will Not Get Involved Parts 1 and 2 (Peter Lind Hayes)
- Grindstone (Peter Lind Hayes)
- Money (Peter Lind Hayes)
- Terwilliker (Hans Conried and Mary Healy)
- I Will Not Go To Sleep (Hans Conried)
- Many Questions (Mary Healy)
- One Moment Ago (Chorus and Orchestral versies)

### Reacties
Hoewel hij zelf het script geschreven had, vond Dr. Seuss de uiteindelijke versie van de film een fiasco. Hij maakte er dan ook geen vermelding van in zijn officiële biografie.
De film was geen succes; bij de première liepen sommige bezoekers na 15 minuten de zaal uit, en de kaartverkoop viel tegen. Desondanks kreeg de film in de jaren erop wel een cultstatus en wordt nog vaak vergeleken met verfilmingen van Dr. Seuss’ boeken, die na zijn dood zijn gemaakt.

### Invloed op ander werk
- Een Broadwaymusical gebaseerd op de film ging in première in 2000.[3]
- De achternaam "Terwilliger" van het personage ,Sideshow Bob uit De Simpsons is overgenomen uit de film.[4]
- Het personage Bart Collins werd in het Verenigd Koninkrijk gebruikt voor een anti-drugs champagne genaamd "Talk to Frank".

## Prijzen en nominaties
In 1954 werd The 5,000 Fingers of Dr. T. genomineerd voor een Academy Award voor beste muziek.